# Joseph-Alfred Serret
Joseph-Alfred Serret (Parigi, 30 agosto 1829 – Versailles, 2 marzo 1885) è stato un matematico e astronomo francese.
Dopo aver studiato all'École polytechnique, nel 1847 ottenne il dottorato il matematica alla Facoltà di scienze dell'Università di Parigi. L'anno successivo fu incaricato di insegnare algebra superiore nella stessa università.
Successore di Louis Poinsot all'Accademia francese delle scienze (1860) e professore di meccanica celeste al Collège de France (1861),  nel 1873 divenne membro del Bureau des longitudes.
È noto soprattutto per aver sviluppato, congiuntamente a Jean Frédéric Frenet, le formule di geometria differenziale note come formule di Frenet-Serret.
Fece pubblicare le opere matematiche di Gaspard Monge (1850) e di Joseph Louis Lagrange (dal 1867).
La rue Serret, una piccola via di Parigi nel XV arrondissement, porta il suo nome.

## Opere
- Sur le mouvement d'un point matériel attiré par deux centres fixes, en raison inverse du carré des distances. Suivi de Sur la détermination de la figure des corps célestes, tesi di meccanica celeste e astronomia presentata alla facoltà di scienze il 25 ottobre 1847.
- Cours d'algèbre supérieure professé à la faculté des sciences de Paris (1849)